# Pradell (Lérida)
Pradell es una localidad perteneciente al municipio de Preixéns, en la provincia de Lérida, comunidad autónoma de Cataluña, España. En 2018 contaba con 110 habitantes.